# Funsport
Onder funsport wordt een verzameling van sporten verstaan die ontstaan zijn voor de lol. Funsport onderscheidt zich van traditionele sporten vanwege het sterke sociale karakter, de hoge 'funfactor' en omdat er veelal geen vaste locatie benodigd is zoals een baan of veld om ze te beoefenen.  
Bij de funsport staat het beleven voorop en niet de competitie en het streven om de beste te zijn. Voorbeelden van funsports die bekend zijn bij het grotere publiek, zijn surfen, mountainbiken en snowboarden. Vaak ontstaat er dan binnen een discipline een competitieverband: een voorbeeld is snowboarden dat nu zelfs een olympische sport is. Minder bekende funsporten zijn bijvoorbeeld: dogfrisbee, skimboarden of downhill mountainbiken.
Funsport wordt vaak verward met extreme sporten. Extreme sporten kunnen gezien worden als een subcategorie binnen de funsport. In deze tak gaat het vaak om het gevaar dat de extreemsporter loopt en de kick die hij of zij ervan krijgt.

## Geschiedenis
De populariteit van golfsurfen rond 1950 bleek aanzet tot een toename van de funsport. Golfsurfen staat aan de basis van meerdere funsports, zoals windsurfen, skateboarden, wakeboarden en  snowboarden. De laatste tien jaar zijn er zeer veel nieuwe funsports te zien. Sommigen zijn ontstaan in Nederland zoals het ijszeilen, maar de meesten hebben een buitenlandse geschiedenis. Men spreekt in deze context vaak over "Californication": het overnemen van Californische gewoonten, cultuur en sports in andere delen van de wereld.

## Funsports in Nederland
Funsports nemen aan populariteit toe. Vrije tijd is steeds belangrijker en men is op zoek naar een “thrill”. Als gevolg op de populaire funsport lifestyle is een toename te zien in de aanschaf van funsport artikelen. Dit is mede mogelijk, doordat de gemiddelde Nederlander meer te besteden heeft. Ook komt dit doordat het aanbod groter is geworden: het aantal shops dat funsport-materialen verkoopt of verhuurt, is flink toegenomen. Er komen nog steeds funsporten bij.

## Voorbeelden van funsports
- BMX rijden
- Roundnet (Spikeball)
- Frisbee
- Golfsurfen
- IJszeilen
- Inline skaten
- Kitesurfen
- Mountainbiken
- Parachutespringen
- Skateboarden
- Skimboarden
- Snowboarden
- Stokpaardrijden
- Wakeboarden
- Windsurfen